# Martin de Goiti
Martin de Goiti (15?? - 1574) was een Spaanse conquistador en de stichter van de stad Manilla.
Goiti was een van de drie conquistadores die meegingen met een expeditie onder leiding van Miguel López de Legazpi en vanaf 1565 grote delen van de Filipijnen veroverden. Hij was de aanvoerder van de expeditie naar Manilla in 1569. Na een aantal gevechten met de toenmalige moslimleider, Rajah Suliman, veroverde hij de stad en zorgde er zo voor dat de Spanjaarden ook daar de moslims verdreven.